# Brandenburgische Landeszentrale für politische Bildung

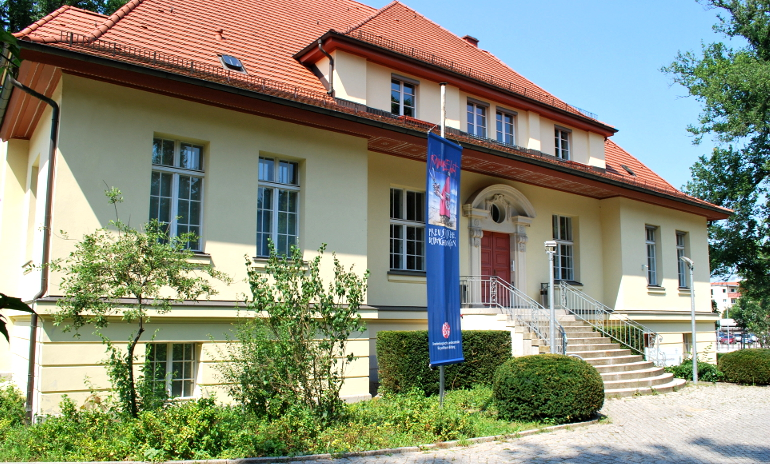
Sitz der Landeszentrale in Potsdam

Die Brandenburgische Landeszentrale für politische Bildung (BLPB) ist die zentrale Einrichtung für die außerschulische politische Bildung im Land Brandenburg. Ihre Angebote richten sich an alle Brandenburgerinnen und Brandenburger ab 16 Jahren. Aufgabe der Landeszentrale ist es, die Menschen dabei zu unterstützen, sich aktiv in die demokratische Gesellschaft einzubringen. Sie ist dem Ministerium für Bildung, Jugend und Sport des Landes Brandenburg zugeordnet.
Auf ihrer Webseite und ihren Social-Media-Kanälen stellt sie grundlegende Informationen zu aktuellen politischen und historischen Themen, die Brandenburg betreffen, bereit. Sie klärt über gesellschaftspolitische Zusammenhänge auf und lädt zur öffentlichen Debatte ein. In ihrem Haus in Potsdam finden regelmäßig vielfältige Veranstaltungsformate statt, darunter Podiumsdiskussionen, Lesungen, Filmvorführungen, Workshops, Vorträge und Ausstellungen. Darüber hinaus fördert sie eine Vielzahl freier Träger der politischen Bildung in ganz Brandenburg. Zur Wahrung der Unabhängigkeit und Überparteilichkeit wird die Landeszentrale durch ein Kuratorium unterstützt.

## Geschichte
Noch während der Verhandlungen über den deutsch-deutschen Einigungsvertrag gab es Überlegungen, die Gründung von ostdeutschen Landeszentralen nach westdeutschem Vorbild vorzubereiten. In Brandenburg wurde wenige Wochen nach Konstituierung des Bundeslandes dazu ein Aufbaustab eingerichtet. Unter der Leitung des DDR-Bürgerrechtlers Hans-Jürgen Misselwitz übernahm dieser schon vor der amtlichen Errichtung der Brandenburgischen Landeszentrale am 1. Juli 1992 (gemäß § 12 LOG) Aufgaben der politischen Bildung. 1994 konstituierte sich ein parlamentarischer Beirat, der die Arbeit der Landeszentrale beratend begleitete. Seit 2001 nimmt diese Aufgabe ein Parteien übergreifend besetztes Kuratorium wahr. Zu den ersten großen Bewährungsproben gehörte das Verfassungsreferendum von 1992, in dessen Vorfeld die Landeszentrale für eine kritische Auseinandersetzung mit der neuen Verfassung eintrat. Dies war zugleich ein Test für das Bekenntnis zum Beutelsbacher Konsens, der bis heute ein wesentlicher Grundsatz ihrer Arbeit ist. Derzeit wird die Landeszentrale durch den Erlass zur Organisation der Brandenburgischen Landeszentrale für politische Bildung vom 2. Dezember 2019 konstituiert.

## Schwerpunkte

### Themen
Die Themensetzungen der Landeszentrale leiten sich aus dem Organisationserlass vom 26. Januar 2010 ab. Unter Einbeziehung von Vorschlägen freier Träger und aus der Bevölkerung entwickelt sie jährlich Schwerpunktthemen. Zudem greift die Landeszentrale aktuelle politische und gesellschaftliche Themen auf und entwickelt dazu verschiedene Informationsangebote für unterschiedliche Medien und Kanäle.

### Veranstaltungen und Ausstellungen
Im Haus der Landeszentrale in Potsdam finden regelmäßig Veranstaltungen und Ausstellungen zu landesspezifischen und aktuellen Themen statt. Sie organisiert Buchlesungen, Podiumsgespräche, Vorträge und Diskussionsrunden mit Fachleuten aus Wissenschaft und Politik sowie Kunst- und Medienschaffenden. Dabei geht es vor allem darum, mit dem Publikum ins Gespräch zu kommen. Die Veranstaltungen finden in der Regel ab 18 Uhr statt, um möglichst vielen Interessierten die Gelegenheit zu geben, daran teilzunehmen. Der Eintritt ist frei.

### Publikationen
Das Publikationsangebot der Landeszentrale umfasst ca. 200 Titel. Darunter befinden sich neben Büchern auch Infobroschüren, Puzzle, geografische Karten und Themenhefte. Die Angebote richten sich vor allem an Menschen, die in Brandenburg wohnen, arbeiten, studieren oder zur Schule gehen. Eigenpublikationen der Landeszentrale stehen grundsätzlich allen Interessierten zur Verfügung. Die Publikationen sind gegen eine geringe Schutzgebühr in Höhe von 2 Euro erhältlich, einige sind auch kostenlos. Ältere und vergriffene Veröffentlichungen stehen teilweise als PDF-Download zur Verfügung. Im Online-Buchshop der Landeszentrale kann sich jeder einen Überblick verschaffen. Die Bücher können direkt in der Landeszentrale abgeholt werden oder sie werden versandt.

### Förderung
Die Förderung freier Träger der politischen Bildung macht einen Großteil der Arbeit der Landeszentrale aus. Um politische Bildung in ganz Brandenburg anbieten zu können, berät sie in allen Fragen der Förderung und unterstützt Projekte finanziell. Das Fördernetzwerk umfasst über 200 verschiedene freie Träger, die landesweite politische Bildung in einem Flächenland wie Brandenburg überhaupt erst ermöglichen. Förderanträge können ab einer Mindestgrenze von 500 Euro jederzeit online mit einer Frist von acht Wochen vor Projektbeginn gestellt werden.